# Ácido fuerte
Un ácido fuerte es un ácido que se ioniza casi por completo en solución acuosa para ganar electrones, de acuerdo con la ecuación:
{\displaystyle {\ce {HA (ac) -> H+ (ac) + A- (ac)}}}
Para el ácido sulfúrico, que es un ácido diprótico, la denominación de «ácido fuerte» se refiere solo a la disociación del primer protón. 
{\displaystyle {\ce {H2SO4(ac) -> H+ (ac) + HSO4- (ac)}}}
Más precisamente, el ácido debe ser más fuerte en solución acuosa que el ion hidronio, así ácidos fuertes son ácidos con una pKa < −1.74. Esto generalmente significa que en solución acuosa en condiciones normales de presión y temperatura, la concentración de iones hidronio es igual a la concentración de ácido fuerte introducido en la solución. Aunque por lo general se asume que los ácidos fuertes son los más corrosivos, esto no es siempre cierto. El superácido carborano {\displaystyle {\ce {H (CHB11Cl11)}}}, que es un millón de veces más fuerte que ácido sulfúrico no es corrosivo, mientras que el ácido débil ácido fluorhídrico ({\displaystyle {\ce {HF}}}) es extremadamente corrosivo y puede disolver, entre otras cosas, el vidrio y todos los metales excepto el iridio.
En todas las otras reacciones ácido-agua, la disociación no es completa, por lo que estará representada como un equilibrio, no como una reacción completa. La definición típica de ácido débil es un ácido que no se disocia completamente. La diferencia que separa las constantes de disociación ácida en los ácidos fuertes de la de todos los otros ácidos es tan pequeña que se trata de una demarcación razonable.
Debido a la disociación completa de los ácidos fuertes en solución acuosa, la concentración de iones de hidrógeno a reduplicación de la del ácido introducido en la solución: 
{\displaystyle [{\rm {{HA}]=[{\rm {{H^{+}}]=[{\rm {{A^{-}}]}}}}}}}
{\displaystyle {\rm {{pH}=-\log[H^{+}]={\rm {{colog}[H^{+}]}}}}}

## Determinación de la fuerza de un ácido
La comparación de la fuerza de un ácido con la de otros ácidos, puede determinarse sin la utilización de cálculos de pH mediante la observación de las siguientes características: 
1. Electronegatividad: A mayor EN de una base conjugada en el mismo periodo, más acidez. Esto explica por qué por norma general los elementos que se sitúan más a la derecha en la tabla periódica (como por ejemplo el nitrógeno, azufre o los halógenos, que son los más electronegativos) tienden a formar más compuestos más ácidos (como por ejemplo ácido nítrico, ácido sulfúrico o el ácido clorhídrico) y los que se sitúan más a la izquierda (como los alcalinos y los alcalinotérreos que son menos electronegativos) suelen formar compuestos más básicos (como por ejemplo hidróxido de litio o el hidróxido de calcio).
2. Radio atómico: Cuando aumenta el radio iónico, la acidez disminuye. Por ejemplo, el {\displaystyle {\ce {HCl}}} y el {\displaystyle {\ce {HI}}}, son ambos ácidos fuertes, ionizados al 100 % en agua para dar sus respectivos constituyentes iónicos. Sin embargo, el {\displaystyle {\ce {HI}}} es más fuerte que el {\displaystyle {\ce {HCl}}}. Esto se debe a que el radio atómico de un átomo de yodo es mucho mayor que el de un átomo de cloro. Como resultado, la carga negativa sobre el anión {\displaystyle {\ce {I-}}} se dispersa en una nube de electrones más grande y su atracción por el protón {\displaystyle {\ce {H+}}} no es tan fuerte como la misma atracción en el {\displaystyle {\ce {HCl}}}. Por tanto, el {\displaystyle {\ce {HI}}} es ionizado (desprotonado) más fácilmente.
3. Carga: Cuanto más positivamente está cargada una especie es más ácida (las moléculas neutras pueden ser despojadas de protones más fácilmente que los aniones, y los cationes son más ácidos que moléculas comparables).

## Algunos ácidos fuertes comunes (como se han definido anteriormente)
(Del más fuerte al más débil)
- Ácido yodhídrico {\displaystyle {\ce {HI}}} (pKa = −9.3)[5]
- Ácido bromhídrico {\displaystyle {\ce {HBr}}} (pKa = −8.7)[5]
- Ácido perclórico {\displaystyle {\ce {HClO4}}} (pKa ≈ −8)[6]
- Ácido clorhídrico {\displaystyle {\ce {HCl}}} (pKa = −6.3)[5]
- Ácido sulfúrico {\displaystyle {\ce {H2SO4}}} (solamente la primera disociación, pKa1 ≈ −3)[6]
- Ácido p-toluenosulfónico {\displaystyle {\ce {CH3C6H4SO3H}}}(pKa = −2.8) ácido orgánico fuerte
- Ácido Nítrico {\displaystyle {\ce {HNO3}}} (pKa = −1.64)[6] Aunque su pKa no es menor a −1.74, se lo considera un ácido fuerte.

## Ácidos medianamente fuertes
Estos ácidos no cumplen con el criterio estricto de ser más ácidos que el H3O+, aunque en soluciones muy diluidas se disocian casi completamente, así que a veces se incluyen como "ácidos fuertes".
- Ion hidronio {\displaystyle {\ce {H3O+}}} (pKa = −1.74). Para simplificar, el {\displaystyle {\ce {H3O+}}} se reemplaza a menudo en una ecuación química por {\displaystyle {\ce {H+}}}. Sin embargo, hay que hacer notar que un protón desnudo no existe libre en agua sino que está vinculado a uno de los pares de electrones libres de la molécula de {\displaystyle {\ce {H2O}}}.
- Ácido clórico {\displaystyle {\ce {HClO3}}} (pKa = −1.0)[6]
- Ácido nitroso {\displaystyle {\ce {HNO2}}}(pKa = 3.34)[6]
- Algunos químicos incluyen el ácido brómico ({\displaystyle {\ce {HBrO3}}}), ácido perbrómico ({\displaystyle {\ce {HBrO4}}}), ácido yódico ({\displaystyle {\ce {HIO3}}}), y ácido peryódico ({\displaystyle {\ce {HIO4}}}) como ácidos fuertes, aunque esto no es aceptado universalmente.

### Ácidos extremadamente fuertes o superácidos
(Del más fuerte al más débil)
- Ácido fluoroantimonico{\displaystyle {\ce {H[SbF6]}}}
- Ácido mágico {\displaystyle {\ce {FSO3HSbF5}}}
- Superácido carborano {\displaystyle {\ce {H(CHB11Cl11)}}}
- Ácido fluorosulfónico {\displaystyle {\ce {FSO3H}}}
- Ácido trifluorometanosulfónico {\displaystyle {\ce {CF3SO3H}}}